# Винер-Нёйштадт
Винер-Нёйштадт — остров архипелага Земля Франца-Иосифа, Приморский район Архангельской области России. Омывается Баренцевым морем.
Высшая точка — 620 метров (высшая точка архипелага), земли — 545 м. Площадь 237 км².
Бо́льшая часть острова покрыта ледяными куполами, крупнейший ледник — Форбса. Высшие точки ледяных куполов: 620, 582, 558, 410. Небольшие участки земли находятся в северной части острова. Также суша свободна ото льда на побережье полуострова у мыса Васильева.
Остров сложен скалистыми породами, высшие скалы имеют высоты: 545, 522, 518, 487, 482, 456.

## Название
Остров назван в честь австрийского города Винер-Нойштадт (нем. Wiener Neustadt) австро-венгерской арктической экспедицией Пайера-Вайпрехта. В этом городе руководитель экспедиции Пайер закончил Терезианскую академию.

## Мысы
- Мыс Тироль — крайняя северная точка острова[2]
- Мыс Васильева — крайняя западная[2]

### Проливы
- Пролив Коллинсона — отделяет Винер-Нёйштадт от острова Циглера[2]
- Пролив Родса — отделяет Винер-Нёйштадт от острова Солсбери[2]
- Австрийский пролив — отделяет Винер-Нёйштадт от острова Земля Вильчека[2]

### Ближайшие острова
- Остров Грили[2]
- Остров Циглера[2]
- Остров Солсбери[2]
- Остров Хейса[2]
- Земля Вильчека[2]